# المرسوم الأعلى 21060
المرسوم الأعلى 21060 الذي أصدره الرئيس البوليفي فيكتور باز إستنسورو في 29 أغسطس 1985، كان أداة قانونية فرضت سياسات اقتصادية نيوليبرالية من أجل إنهاء أزمات بوليفيا المزدوجة للديون الدولية والتضخم المفرط.

## التدابير المنفذة
كانت تدابير العلاج بالصدمة الرئيسية للمرسوم 21060 في بوليفيا هي:
- ربط الاقتصاد البوليفي بالدولار الأمريكي.[6] انخفض سعر البيزو البوليفي بنسبة 93 في المائة خلال ليلة واحدة ، أصبح الدولار الأمريكي عملة للبلاد وحرمت البلاد من الالتزام بسياسة نقدية خاصة بها.[7][8] تمت الموافقة على الحسابات بأي عملة وتم تحرير أسعار الفائدة.[9]
- دفع جذري للخلف للنقص الحكومي. وهذا يعني في الواقع تكييف الرسوم الجمركية والأسعار مع «الواقع» ، مما أدى إلى انفجار أسعار السلع والخدمات (على سبيل المثال ، أسعار النفط التي تم رفعها إلى المستوى الدولي ، وارتفع سعر البنزين من 0.04 إلى 0.30 لكل لتر). أنهت الحكومة جميع أشكال الدعم للقطاع العام .
- تم تجميد ثلثي العاملين في شركات القصدير والنفط التي تديرها الحكومة وتخفيض رواتب الجزء الثالث المتبقي ورواتب القطاع العام حتى ديسمبر 1985.[10]
- تحرير السوق . وهذا يشمل إنهاء حماية بعض القطاعات المعدمة من قبل الحكومة. تم حل شركة التنمية البوليفية ، وهي واحدة من أكبر مؤسسات الدولة ، وهيئة النقل الوطنية ، وتمرير ممتلكاتهم إلى شركات التنمية الإقليمية. وهذه بدورها كانت لها مهمة خصخصة الشركات. تم إلغاء القيود المفروضة على التجارة الخارجية مع إلغاء منع الكحول والحصص . وفوق ذلك تم تحديد رسم واحد بنسبة 20 في المائة لجميع الواردات. وأدى ذلك إلى الإنتاج المحلي للسلع والخدمات التي خضعت لضغط هائل.
- من أجل عدم وضع الاقتصاد البوليفي تحت ضغط غير ضروري ، تم إيقاف دفع الديون الخارجية لعدة سنوات. تم إبرام هذا الاتفاق بين بوليفيا وصندوق النقد الدولي في ظل شرط صارم بأن الإصلاحات الاقتصادية الكاملة ، كما رسمها جيفري ساكس سيتم تنفيذها دون شروط.

## التأثير على الاقتصاد
على المدى القصير ، خنق القرار التضخم الجامح. في غضون بضعة أشهر ، انخفض التضخم من 20،000 إلى ما بين 10-20 في المئة. عندما غادر جيفري ساكس البلاد في عام 1987 ، انخفض إلى 11 في المائة.

## روابط خارجية
- العلاج بالصدمة: بوليفيا ، بولندا ، روسيا - غونزالو سانشيز دي لوزادا (PBS)
- علاج الصدمة على ألتيبلانو (لماذا تفشل مدونة الأمم)